# Ibtihaj Muhammad
Ibtihaj Muhammad (Maplewood (Nova Jérsei), 4 de dezembro de 1985) é uma esgrimista estadunidense, medalhista olímpica.

## Carreira
Ibtihaj Muhammad representou seu país nos Jogos Olímpicos de Verão de 2016, no sabre. Conseguiu a medalha de bronze no sabre equipes.